# Tocuka Tecuja
Tocuka Tecuja (Tokió, 1961. április 24. –) japán válogatott labdarúgó.

## Nemzeti válogatott
A japán válogatottban 18 mérkőzést játszott, melyeken 3 gólt szerzett.

## Statisztika
| Japán válogatott | Japán válogatott | Japán válogatott |
| Időszak          | Mérk.            | gól              |
| ---------------- | ---------------- | ---------------- |
| 1980             | 4                | 0                |
| 1981             | 8                | 0                |
| 1982             | 4                | 3                |
| 1983             | 0                | 0                |
| 1984             | 0                | 0                |
| 1985             | 2                | 0                |
| Összesen         | 18               | 3                |